# Gmina zbiorowa Neuenkirchen
Gmina zbiorowa Neuenkirchen (niem. Samtgemeinde Neuenkirchen) – gmina zbiorowa położona w niemieckim kraju związkowym Dolna Saksonia, w powiecie Osnabrück. Siedziba administracji gminy zbiorowej znajduje się w miejscowości Neuenkirchen.

## Podział administracyjny
Do gminy zbiorowej Fürstenau należą trzy gminy:
1. Merzen
2. Neuenkirchen
3. Voltlage